# Porpidia zeoroides
Porpidia zeoroides är en lavart som först beskrevs av Anzi, och fick sitt nu gällande namn av Knoph & Hertel. Porpidia zeoroides ingår i släktet Porpidia och familjen Lecideaceae.  Arten är reproducerande i Sverige. Inga underarter finns listade i Catalogue of Life.